# Trader Horn
Alfred Aloysius "Trader" Horn (född Smith), född 1861, död 1931, var en brittisk trader av elfenben i Afrika, vars upplevelser upptecknades av den sydafrikanska författaren Ethreda Lewis och vann en bred läsekrets, särskilt i den engelsktalande världen. På svenska har första delen av hans minnen utgetts under titeln Som trader på Elfenbenskusten (1928).